# Hypopterygium thouinii
Hypopterygium thouinii là một loài Rêu trong họ Hypopterygiaceae. Loài này được (Schwägr.) Mont. mô tả khoa học đầu tiên năm 1845.